# Balinović
Balinović (en serbe cyrillique : Балиновић) est un village de Serbie situé sur le territoire de la Ville de Valjevo, district de Kolubara. Au recensement de 2011, il comptait 155 habitants.
Balinović est situé sur les bords de la Kolubara.

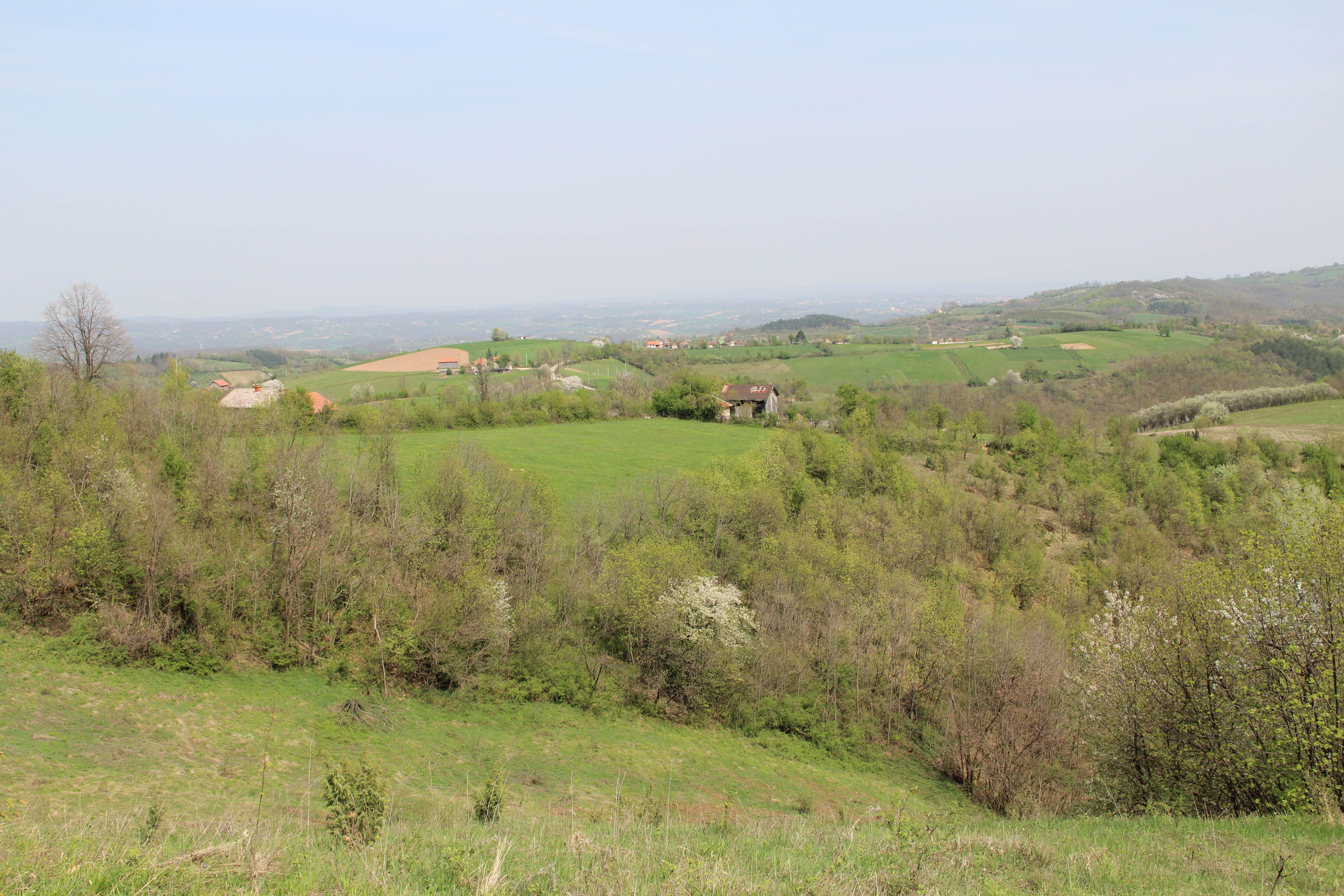
Balinović - panorama
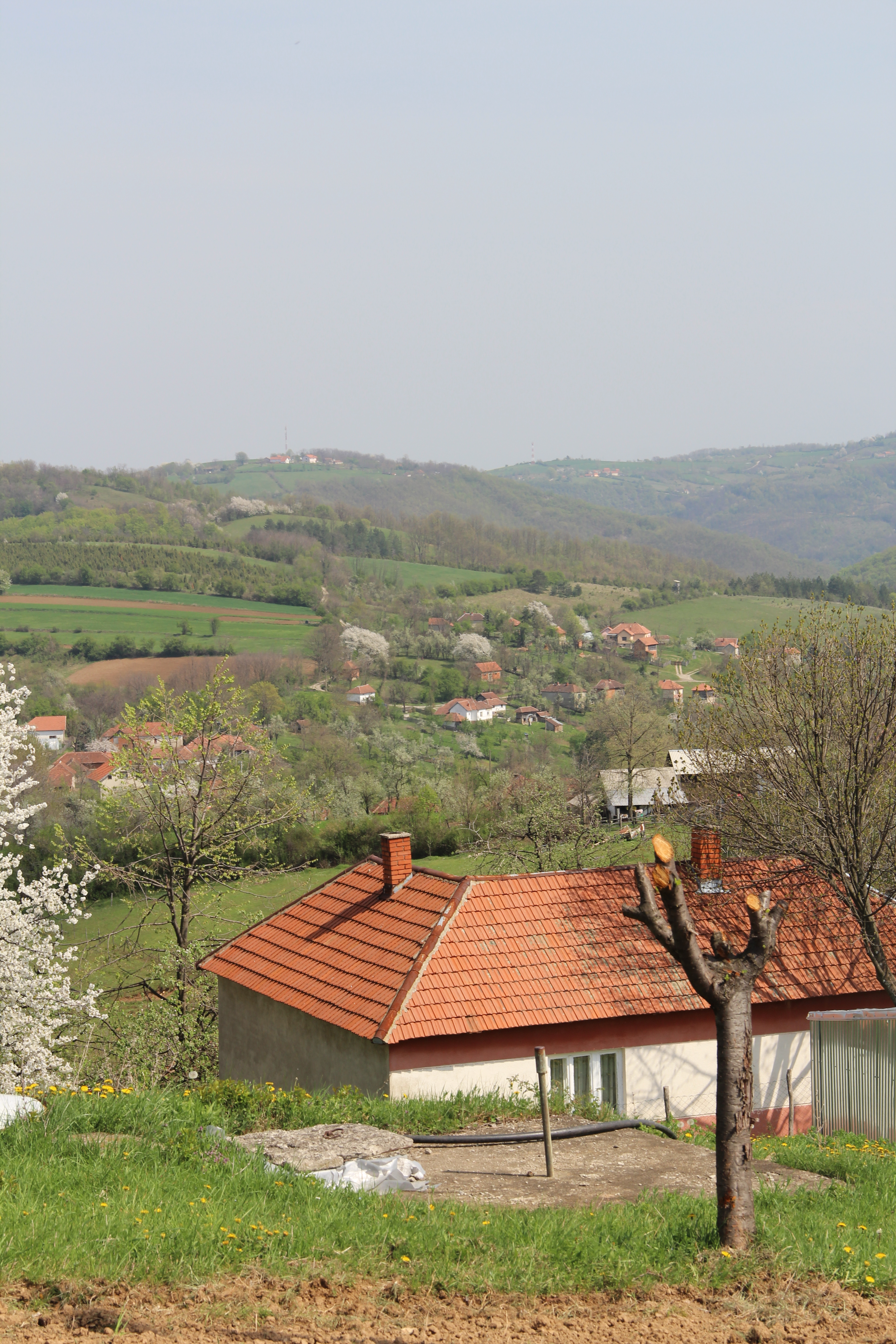
Balinović - panorama
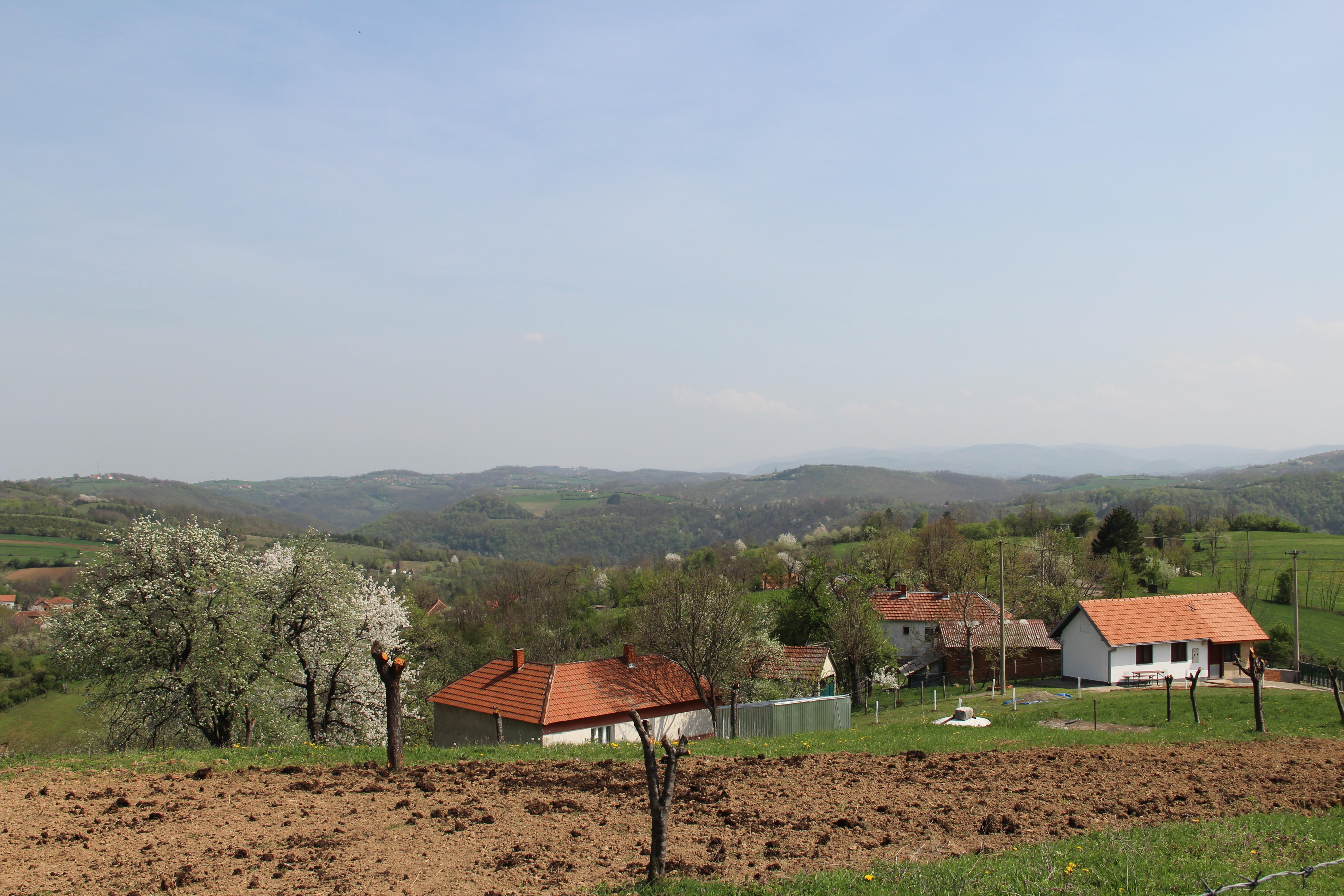
Balinović - panorama
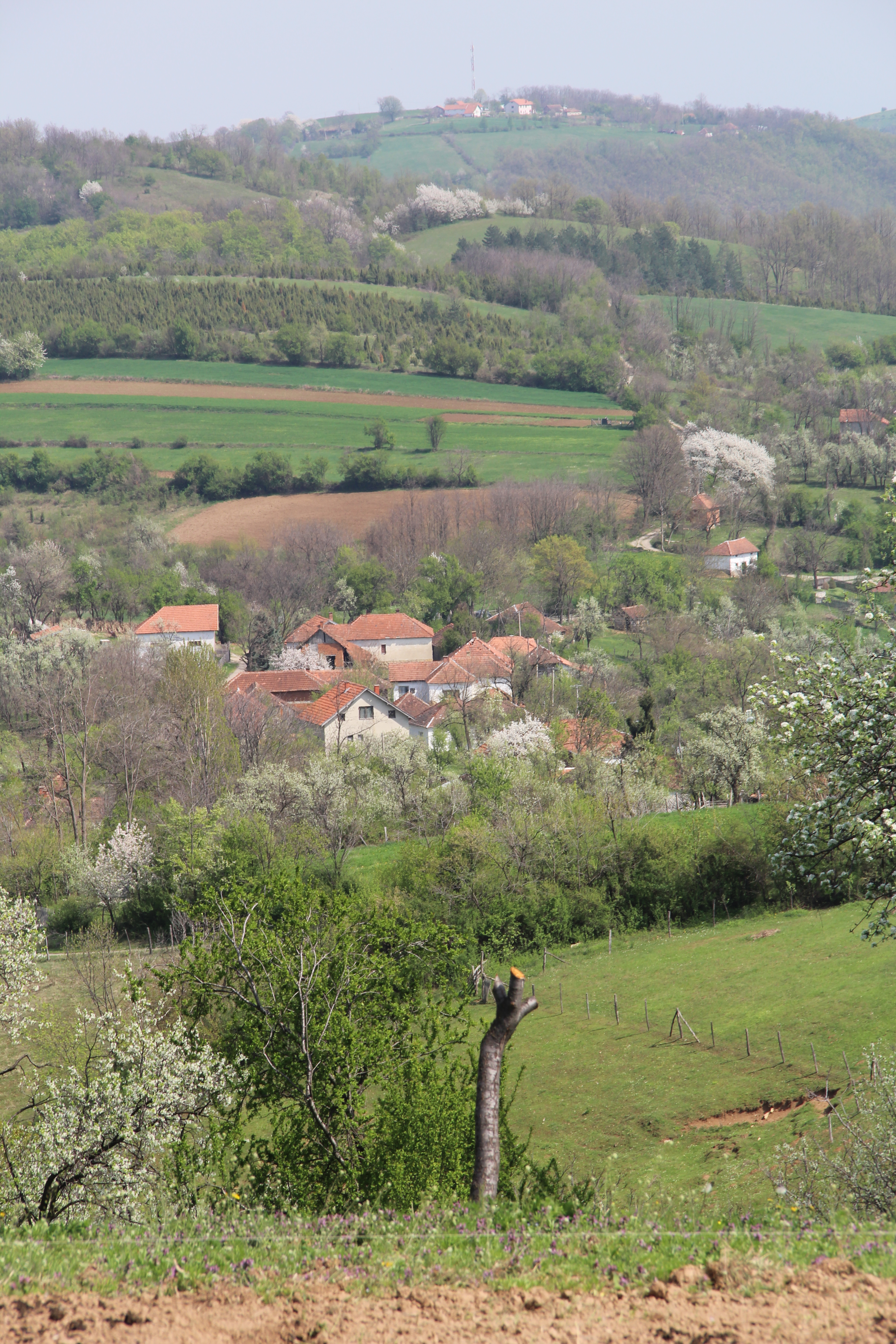
Balinović - panorama
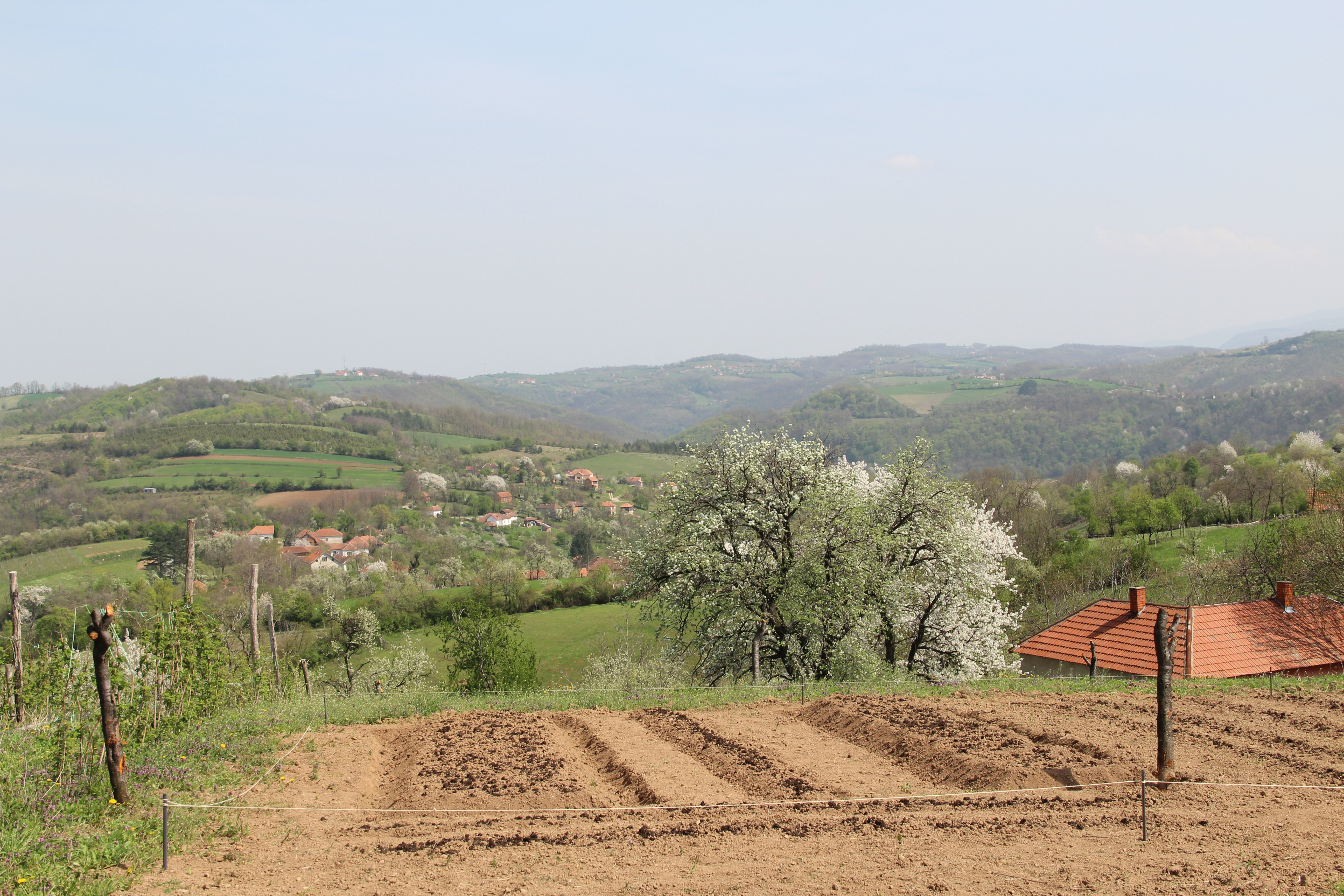
Balinović - panorama
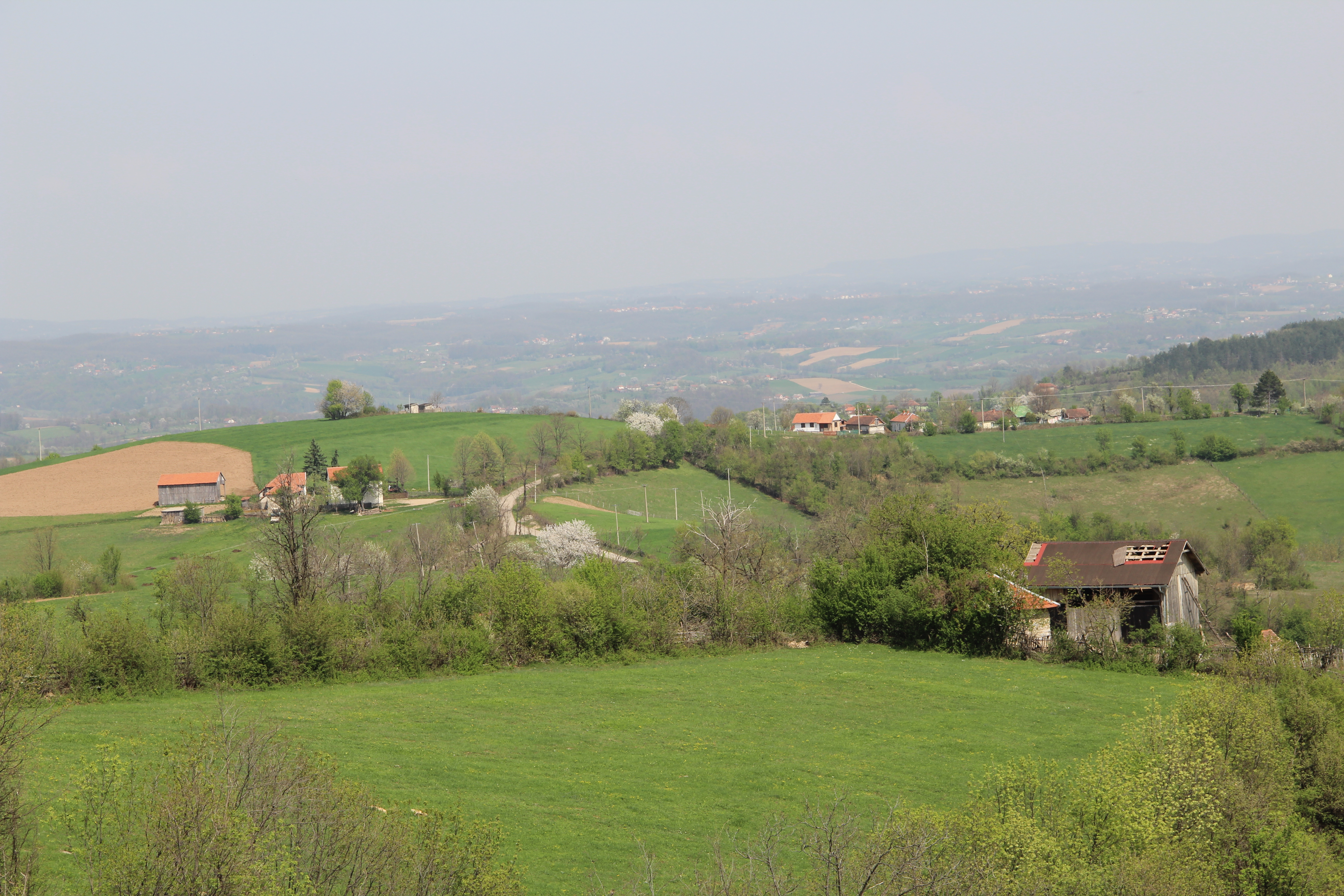
Balinović - panorama
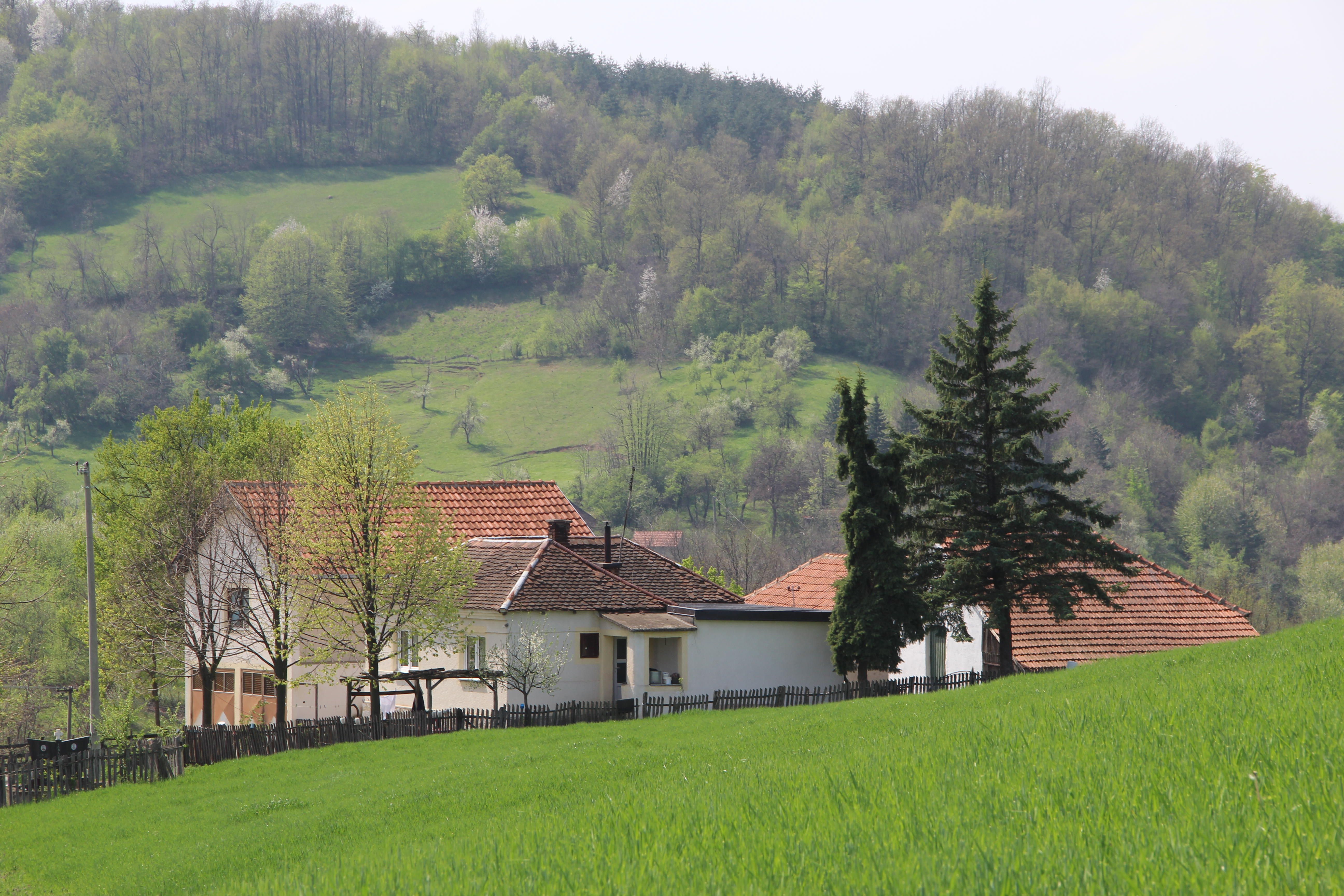
Balinović - panorama
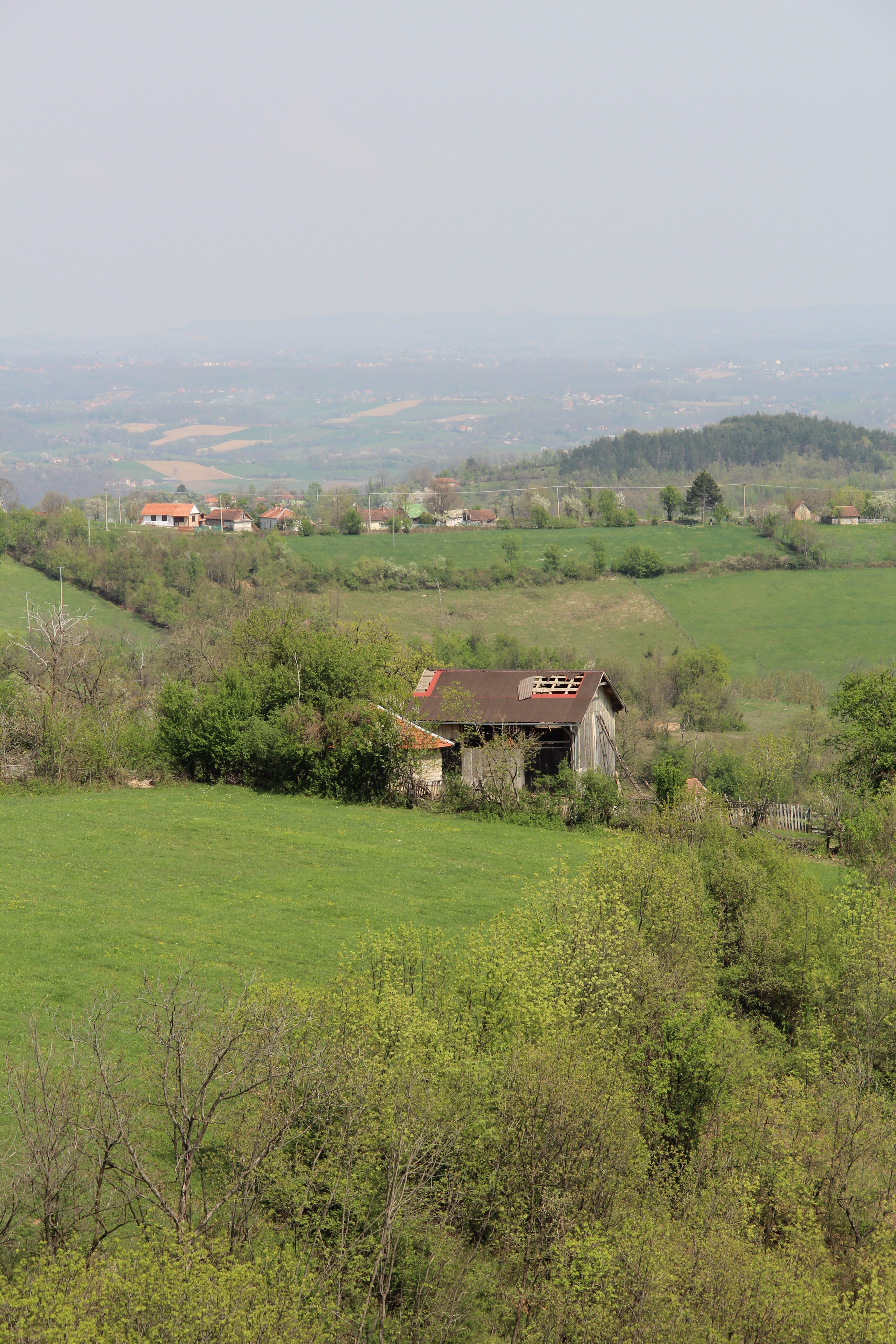
Balinović - panorama

## Démographie
| 1948 | 1953 | 1961 | 1971 | 1981 | 1991 | 2002 | 2011 |
| ---- | ---- | ---- | ---- | ---- | ---- | ---- | ---- |
| 400  | 397  | 366  | 302  | 241  | 212  | 160  | 155  |

|  |